# 샤이크

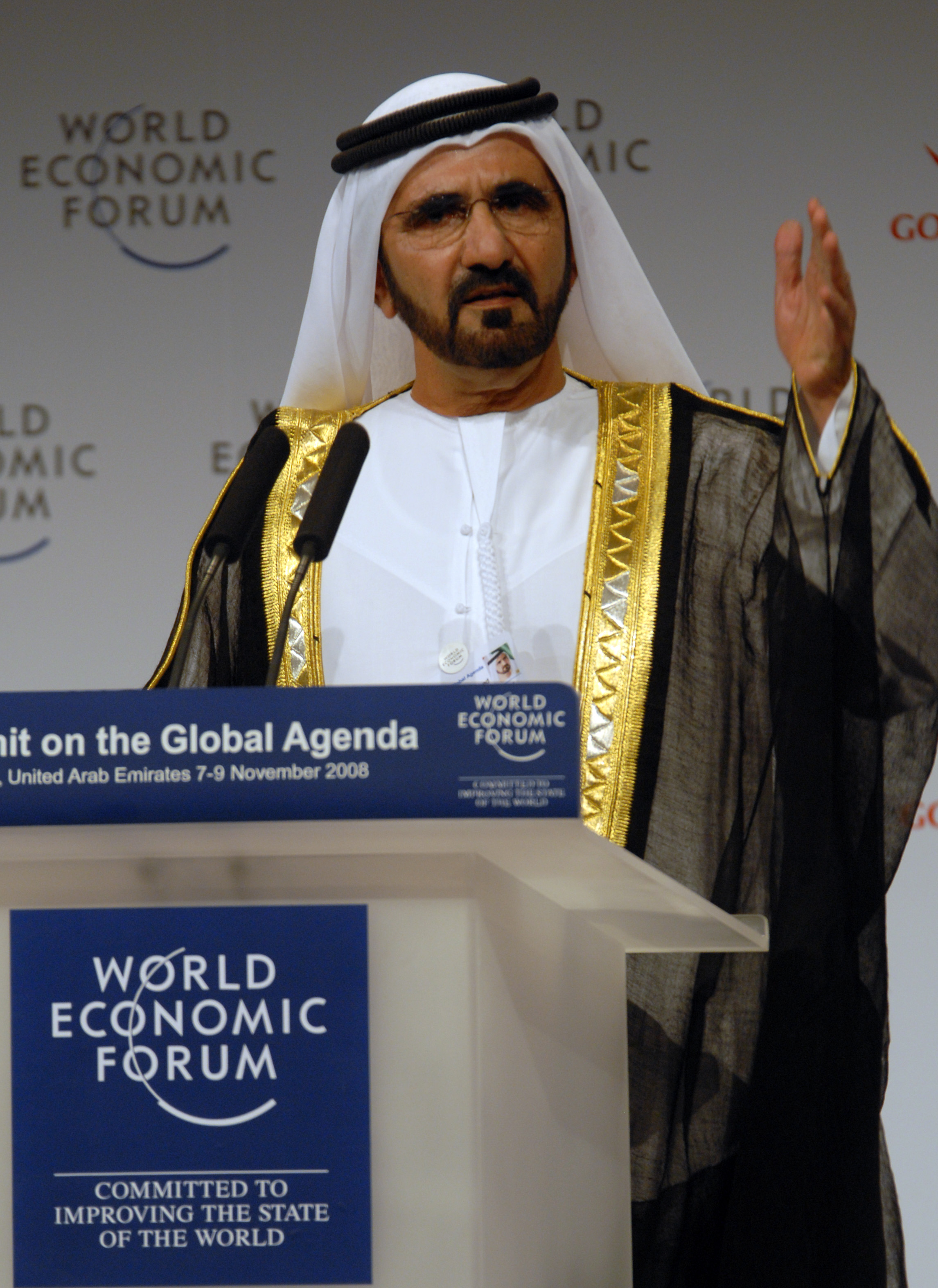
아랍에미리트 두바이 토후국의 샤이흐 무하마드 빈 라시드 알막툼

샤이크(아랍어: شَيْخ) 또는 샤이흐(페르시아어: شیخ), 셰크(이집트 아랍어: شيخ, 벵골어: শেখ), 셰이크(영어: sheikh, 우르두어: شیخ)는 부족의 원로, 수장, 숭배하는 현인, 이슬람 지식인을 의미하는 아랍어 단어이다. 샤이흐는 아랍 국가들의 왕 이름 앞에 주로 쓰인다.

## 같이 보기
- 알아스 셰흐
- 아야톨라